# Noè Ponti
Noè Ponti (Locarno, 1 de junio de 2001) es un deportista suizo que compite en natación, especialista en el estilo mariposa.
Participó en dos Juegos Olímpicos de Verano, obteniendo una medalla de bronce en Tokio 2020, en la prueba de 100 m mariposa, y el cuarto lugar en París 2024, en la misma prueba.
Ganó dos medallas de plata en el Campeonato Mundial de Natación de 2025, seis medallas en el Campeonato Mundial de Natación en Piscina Corta entre los años 2021 y 2024, una medalla de plata en el Campeonato Europeo de Natación de 2022 y cuatro medallas en el Campeonato Europeo de Natación en Piscina Corta de 2023.
En diciembre de 2024 estableció dos nuevas plusmarcas mundiales en piscina corta: en los 50 m mariposa (21,32) y en los 100 m mariposa (47,71).
Estudió Fisioterapia en la Universidad de Artes y Ciencias Aplicadas del Sur de Suiza (SUPSI).

## Palmarés internacional
| Juegos Olímpicos                    | Juegos Olímpicos      | Juegos Olímpicos  | Juegos Olímpicos |
| Año                                 | Lugar                 | Medalla           | Prueba           |
| ----------------------------------- | --------------------- | ----------------- | ---------------- |
| 2020                                | Tokio (Japón)         | Medalla de bronce | 100 m mariposa   |
| Campeonato Mundial                  |                       |                   |                  |
| Año                                 | Lugar                 | Medalla           | Prueba           |
| 2025                                | Singapur (Singapur)   | Medalla de plata  | 50 m mariposa    |
| 2025                                | Singapur (Singapur)   | Medalla de plata  | 100 m mariposa   |
| Campeonato Mundial en Piscina Corta |                       |                   |                  |
| Año                                 | Lugar                 | Medalla           | Prueba           |
| 2021                                | Abu Dabi (EAU)        | Medalla de plata  | 200 m mariposa   |
| 2022                                | Melbourne (Australia) | Medalla de plata  | 50 m mariposa    |
| 2022                                | Melbourne (Australia) | Medalla de bronce | 200 m mariposa   |
| 2024                                | Budapest (Hungría)    | Medalla de oro    | 50 m mariposa    |
| 2024                                | Budapest (Hungría)    | Medalla de oro    | 100 m mariposa   |
| 2024                                | Budapest (Hungría)    | Medalla de oro    | 100 m estilos    |
| Campeonato Europeo                  |                       |                   |                  |
| Año                                 | Lugar                 | Medalla           | Prueba           |
| 2022                                | Roma (Italia)         | Medalla de plata  | 100 m mariposa   |
| Campeonato Europeo en Piscina Corta |                       |                   |                  |
| Año                                 | Lugar                 | Medalla           | Prueba           |
| 2023                                | Otopeni (Rumania)     | Medalla de oro    | 50 m mariposa    |
| 2023                                | Otopeni (Rumania)     | Medalla de oro    | 100 m mariposa   |
| 2023                                | Otopeni (Rumania)     | Medalla de oro    | 200 m mariposa   |
| 2023                                | Otopeni (Rumania)     | Medalla de plata  | 100 m estilos    |